# Acusada (película de 2018)
Acusada (anteriormente conocida como Dolores) es una película argentina protagonizada por la cantante y actriz Lali Espósito. Fue estrenada el 13 de septiembre de 2018. Fue coescrita y dirigida por Gonzalo Tobal, realizada por K&S Films, con la producción general de Hugo Sigman y la producción ejecutiva de Matías Mosterín. La película fue seleccionada para participar en la 75° edición del Festival de Venecia en la sección oficial.

## Sinopsis
Dolores Dreier (Lali Espósito), es una joven que lleva una vida normal, hasta que su mejor amiga Camila Nieves aparece asesinada luego de una fiesta.
Unos años después, ella es la única acusada por el crimen, en un caso de gran exposición mediática que la ha puesto en el centro de la escena: la opinión pública se debate por la culpabilidad o inocencia de la acusada, y todos parecen tener razones para implicarla o no en el caso.

## Reparto
- Lali Espósito como Dolores Dreier.
- Leonardo Sbaraglia como Luis Dreier.
- Inés Estévez como Betina Dreier.
- Emilio Vodanovich como Martín Dreier.
- Daniel Fanego como Ignacio Larocca.
- Gerardo Romano como Fiscal Taboada.
- Gael García Bernal como Mario Elmo.
- Lautaro Rodríguez como Lucas.
- Martina Campos como Flo.
- Ana Garibaldi como Marisa Nieves.
- Daniel Campomenosi como el padrastro de Camila.
- Rodolfo Barili como conductor de noticiero
- Cristina Pérez como conductora de noticiero

## Recepción

### Comentarios de la crítica
Según el sitio web de agregación de reseñas Rotten Tomatoes, Acusada tiene un índice de aprobación del 92% basado en 12 reseñas de críticos. Asimismo, en el sitio web de reseñas argentino Todas las críticas, posee un 88% de aprobación con una media de 68 sobre 100 basada en 51 reseñas.
Pablo Scholz de Clarín calificó la película como «buena», y destacó que Espósito «si bien sale airosa en sus momentos más dramáticos, no siempre resulta creíble en sus gestualidad». Victoria Conci de La Voz del Interior escribió una crítica positiva, elogiando el enfoque puesto en los vínculos familiares, las actuaciones del elenco y destacó el trabajo del director y de los escritores. Alexis Piug de Infobae describió la trama al filme como «una historia demasiado básica», aunque elogió la interpretación de Espósito y la «transformación magistral» de Sbaraglia. Además, comparó el guion con un caso policial argentino. Paraná Sendrós de Ámbito Financiero calificó y elogió el guion como «bien armado», el sonido y los intérpretes.
Escribiendo para Variety, Jay Weissberg aseguró que «es una narración sólida y directa», con buenas perspectivas para triunfar en el mundo hispanoparlante «y tal vez más allá».
Stephen Witty, en Screen Internacional, destacó que Acusada es «un drama cautivador y silencioso de descubrimientos lentos», y comentó la fotografía de Fernando Lockett, calificándola de «íntima, cercana e incluso, ocasionalmente, claustrofóbica». Diego Brodersen de Cinema Scope destacó la actuación de Lali, diciendo que «[ella] es bastante convincente como el personaje principal: en algunos casos, parece frágil; en otras ocasiones, afloran rasgos manipuladores, y con ellos la posibilidad de que pueda ser una buena mentirosa».

## Premios y nominaciones

### Participación en festivales de cine
| Festival            | Fecha de evento                         | Categoría                 | Premio             |        |
| ------------------- | --------------------------------------- | ------------------------- | ------------------ | ------ |
| Festival de Venecia | 28 de agosto al 8 de septiembre de 2018 | Sección oficial           | Nominado           | [ 3 ]  |
| Festival de Toronto | 6 al 16 de septiembre de 2018           | World Contemporary Cinema | Sólo participación | [ 13 ] |